# David L. Lawrence Convention Center
Le David L. Lawrence Convention Center (DLLCC) est un bâtiment de Pittsburgh aux États-Unis.
Ouvert en 1981 et totalement rénové en 2000-2003, sa structure moderne est l'œuvre de l'architecte uruguayen Rafael Viñoly.
Le centre est nommé d'après le gouverneur David L. Lawrence.
Le Sommet du G20 de 2009 y a eu lieu.